# Gdy serce nienawiścią pała
Gdy serce nienawiścią pała (niem. Wenn das Herz in Haß erglüht) – niemiecki dramat filmowy z 1917 roku. Przez wiele lat uważany za zaginiony, został odnaleziony przez polskich historyków filmowych Marka i Małgorzatę Hendrykowskich w 2009 w Rzymie. 

## Główne role
- Pola Negri - Ilja Vorosz
- Tilli Bébé - Lydia Bébé
- Harry Hopkins (aktor) - dyrektor cyrku
- Hans Adalbert Schlettow - Graf von Hohenau
- Magnus Stifter - Baron Ilfingen
- Anna von Palen - Baronowa Ilfingen